# Герсеклі Ахмед-паша
Герсеклі Ахмед-паша (тур. Hersekli Ahmed Paşa, серб. Ахмед-паша Херцеговић, 1455/1456 — 21 липня 1517) — визначний державний діяч, талановитий воєначальник і дипломат Османської імперії, займав пост великого візира п'ять разів. Представник сербської династії Косачі, який перейшов на службу до Мехмеда II через розбіжності з братом і добровільно прийняв іслам. Служив трьом османським султанам — Мехмеду II Фатіху, у якого був фаворитом, Баязиду II і Селіму I Явузу. Відіграв важливу роль після смерті Мехмеда II Фатіха, сприявши воцарінню Баязида ІІ. Брав участь у багатьох турецьких завойовницьких кампаніях: Османо-мамлюкській війні (1485—1491), Османо-мамлюкській війні (1516—1517), Османсько-перській війні (1514). Приєднав до Османської імперії Герцеговину, розбивши війська свого старшого брата. Тричі був капудан-пашою (головним адміралом Османського флоту) (1488, 1500-1501, 1506-1511); п'ять разів при двох султанах займав пост великого візира (1497-1498, 1503-1506, 1511, 1512-1514, 1515-1516): тричі при Баязиді, двічі при Селімі. Був одружений з дочкою Баязида. «Рустам епохи, допомога армій, Александр серед генералів, Ахмед син правителя Херсека» написано на одному з його ятаганів.

## Біографія

### Походження і ранні роки
Майбутній великий візир Османської імперії народився в християнській родині і перші роки життя його звали Стефан Герцегович Косача. Він був молодшим (третім) сином Стефана Вукчича Косача (1404-1466), 4-го воєводи Боснії (1435-1448), 1-го герцога Захум'я і Помор'я (1448-1449) і Святого Сави (1449-1466). Його старший брат-Владислав Герцегович (1427-1489), останній герцог Св. Сави (1466-1483), його сестра — дружина Степана Томаша, королева Катерина Боснійська (1425—1478). Батько Стефана (майбутнього Ахмеда), Стефан Вукчич Косача, в 1448 році став васалом імператора Фрідріха III, від якого отримав німецький титул герцога. Він був першим правителем на Балканах, який прийняв цей титул, до нього правителі цих земель носили звання «воєвода». За цим титулом і земля стала називатися Герцеговина — земля герцога. Стефан провів дитинство в Херцег-Нові, освіту здобув у Дубровнику. Раніше вважалося, що після визнання Герцеговиною васальної залежності від Османської імперії Стефан був відправлений своїм батьком в якості заручника в Стамбул до двору султана Мехмеда Фатіха. Однак боснійський історик Хазім Шабанович показав, що Стефан або не був бранцем взагалі, або ж був незабаром звільнений. У 1472 році, коли йому було близько 16-ти років, Стефан сам вирішив виїхати в Стамбул і вступити на службу до султана внаслідок розбіжностей зі старшим братом, який відмовився виділити йому частку спадщини. Між 1472 і 1474 роками Стефан Херцегович Косача прийняв іслам і отримав нове ім'я — Херсекзаде Ахмед-паша.

### Кар'єра при Мехмеді Фатіхі
У фірмані Мехмеда Фатіха в 1477 році Стефан згаданий як «слуга моєї держави Ахмет-бей». У наступному 1478 році під час албанської компанії і облоги Шкодера) Ахмет вже мав звання «мир-і алем» (прапороносець султанського штандарта), тобто він займав високий придворний чин, що входив до числа тих, кому дозволялося йти поруч з конем султана. Одного разу під час походу Мехмед поскаржився на відсутність «візира, який знає свою справу досить добре, щоб допомогти нам подолати проблеми, з якими ми стикаємося». Молодий Ахмед заступився за Гедика Ахмеда-пашу, на той момент сидів у в'язниці, сказавши: «якби тільки ваш слуга Гедик-паша був з нами, ми б не зіткнулися з цими проблемами». Це втручання призвело до звільнення колишнього великого візира. Така сміливість новоявленого двадцятидворічного підданого султана (всього через 6 років після приїзду в Стамбул) говорить про те, що він користувався довірою і розташуванням Мехмеда Фатіха. У 1479 році Ахмет став санджакбеєм на території колишнього бейлика Хамід в Анатолії.

### Тричі великий візир за Баязида II
З березня 1497 року до 1498 року Герсеклі Ахмед-паша вперше обіймав посаду великого візира Османської імперії. Змінив його Чандарли Ібрагім-паша. У 1500—1501 роках Ахмед-паша обіймав посаду візира і вдруге був капудан-пашою, а в листопаді 1502 року вдруге обійняв посаду великого візира й у вересні 1506 року добровільно залишив її. Як дипломат він грав важливу роль у відносинах із Венецією та маркізом Мантуї, Франческо II. Підтримуючи листування та дружбу з венеційцями, він був одним із головних інформаторів султана про події в Італії. Ахмед доклав багато зусиль для укладання мирного договору з Венецією в 1503, інструктуючи посла Андреа Грітті, в якому ключі той повинен проводити бесіди з іншими візирями.
У 1506—1511 роках Адмед-паша втретє обіймав посаду капудан-паші османського флоту та санджак-бея Галліполі. У липні 1511 після загибелі великого візира Хадима Алі-паші при придушенні повстання Шахкулу Херсеклі Ахмед-паша протягом декількох місяців обіймав посаду великого візира втретє.
Той час був періодом конфронтації синів Баязида — шехзаде Селима і шехзаде Ахмеда. Баязид вважав за краще шехзаде Ахмеда, і Герсеклі Ахмед-паша, мабуть, теж був його прихильником (до того, як шехзаде Ахмед відкрито не пішов проти Баязіда). Але яничари не хотіли бачити на троні товстого і неповороткого шехзаде Ахмеда, бо на їхню думку він не воюватиме. Навіть грошові подарунки, пообіцяні Баязидом, не змогли схилити їх на бік Ахмеда та заспокоїти. Хтось розпустив чутку, що Ахмеда привезуть до Стамбула і тайком зведуть на трон, що викликало гнів яничарів. Вони направили його проти візирів — прихильників Ахмеда: великого візира Герсеклі Ахмеда-паші та Мустафи-паші. Бунтівники попрямували до будинку Мустафи-паші, який утік і сховався у Герсеклі Ахмеда-паші. Після розграбування та руйнування будинку Мустафи-паші, натовп попрямував до палацу великого візира. Його будинок теж був пограбований, але Ахмед-паша зберіг холоднокровність і запропонував султану дозволити бунтівникам  викласти свої вимоги, що вони і зробили. Щоб розрядити обстановку, Баязид зняв з посад всіх прихильників шехзаде Ахмеда, зокрема і Герсеклі Ахмеда-пашу. Той пішов у відставку з посади великого візира і обійняв посаду другого візира.

## Благодійність
Ахмед-паша слідував традиції, згідно з якою високопоставлені чиновники і члени правлячої сім'ї вкладали кошти в благодійність. На його кошти побудовані дві мечеті в маєтках Ахмеда-паші. Одна в Кешані в Румелії в 1508 році, друга — в селі Діль на березі Мармурового моря, яка пізніше була перейменована в Херсек. Поховання Ахмеда-паші знаходиться поруч з другою з них. При мечетях їм були засновані імарети. Також він побудував хамами в селі Урла і містечку Борнова, караван-сарай в Кютахьї і магазини (dakâkîn, 500 штук).

## Сім'я
Батько і мати Хунді-хатун.

### Діти
Сини:
- Алі-бей, (пом. 1593)
- Мустафа-бей, (пом. після 1582)
- Махмед-бей, (пом. після 1507 до 1511)

Доньки:
- Макдум-заде, (пом. ок. 1503)
- Камер-шах, (пом. після 1523)
- Айні-шах, (пом. після 1511 до 1523)
- Хюма. (пом. після 1551 року)